# S/S Flottisten
S/S Flottisten är ett svenskt ångfartyg med hemmahamn i Mora.
S/S Flottisten byggdes 1890 för leverans till Flottningsföreningen på Siljan för att användas av föreningens ledning för inspektioner. Det byggdes på 1910-talet om till varp- och bogserbåt och användes i detta syfte fram till 1964. Besättningen  bestod av sju personer: kapten, kocka och övrig besättning. Flottisten sjönk vårvintern 1966 vid sin förtöjningsplats ute på älven efter att ha varit oanvänd två år. Fartyget bärgades och såldes till en privatperson, som utförde en  renovering med bevarande av både ångmaskinen och den vedeldade pannan. Efter att ha legat oanvänd 1982-93, sjönk hon på nytt vid sin förtöjningsplats. Efter bärgning och ägarbyte har den åter seglat på Siljan sedan juni 1993.
Flottisten är kulturmärkt.